# Orličky
Orličky település Csehországban, az Ústí nad Orlicí-i járásban. Orličky Jamné nad Orlicí, Jablonné nad Orlicí, Králíky, Těchonín, Červená Voda, Čenkovice és Bystřec településekkel határos. Lakosainak száma 267 fő (2024. január 1.).

## Népesség
A település lakosságának változását az alábbi diagram mutatja:
| Lakosok száma | 1064 | 1059 | 762  | 337  | 279  | 279  | 301  | 290  | 289  | 267  |
|               | 1869 | 1890 | 1921 | 1950 | 1980 | 2001 | 2017 | 2019 | 2022 | 2024 |